# Mount Gambier City
Koordinaten: 37° 50′ S, 140° 47′ O

Die City of Mount Gambier ist ein lokales Verwaltungsgebiet (LGA) im australischen Bundesstaat South Australia. Das Gebiet ist 308 km² groß und hat etwa 26.000 Einwohner (2016).
Mount Gambier liegt im äußersten Südosten von Südaustralien inmitten des Grant Councils etwa 380 km südöstlich der Metropole Adelaide. Das Gebiet umfasst die Stadt Mount Gambier.

## Verwaltung
Der Council von Mount Gambier hat elf Mitglieder, zehn Councillor werden von den Bewohnern der zwei Wards gewählt (je fünf aus East und West Ward). Diese beiden Bezirke sind unabhängig von den Ortschaften festgelegt. Der Ratsvorsitzende und Mayor (Bürgermeister) wird zusätzlich von allen Bewohnern der LGA gewählt.